# فاغنر غونسالفيس
فاغنر غونسالفيس هو لاعب كرة قدم برازيلي في مركز الوسط، ولد في 27 أبريل 1996 في بورتو أليغري في البرازيل. لعب مع سيركل بروج.

## وصلات خارجية
- فاغنر غونسالفيس على موقع قاعدة بيانات كرة القدم.إي يو (الإنجليزية)
- فاغنر غونسالفيس على موقع Soccerway.com (الإنجليزية)
- فاغنر غونسالفيس على موقع AS.com (الإسبانية)